# Soks
Soks (officieel: Socx) is een gemeente in de Franse Westhoek, in het Franse Noorderdepartement (Frans: département du Nord). De gemeente ligt in Frans-Vlaanderen op de grens van de streken het Houtland en het Blootland. Soks grenst aan de gemeenten Sint-Winoksbergen, Kwaadieper, Wormhout, Ekelsbeke, Krochte, Stene en Bieren. De gemeente telde 873 inwoners op 1 januari 2022.

## Geschiedenis
In een oorkonde uitgegeven door graaf Boudewijn V van Vlaanderen in 1067 werd het dorpje Chocas genoemd. In 1225 werd de naam Chox en in 1528 Sox. Soks behoorde bij de kasselrij Sint-Winoksbergen en bij het bisdom Ieper. Tijdens de Eerste Wereldoorlog had generaal Foch zijn hoofdkwartier in Soks. Tijdens de Tweede Wereldoorlog werd het gasthuis van het bezette Duinkerke overgebracht naar de gebouwen van een klooster in Soks. In Soks staat de Sint-Legierskerk uit de zestiende eeuw. Tijdens de Tweede Wereldoorlog werd de toren van de kerk geraakt door een obus en nadien werd de toren gerestaureerd tussen 1957 en 1961. Nu is Soks alom bekend in de streek omdat een van de grootste fabrieken van Coca-Cola in Europa op het grondgebied van de gemeente staat.

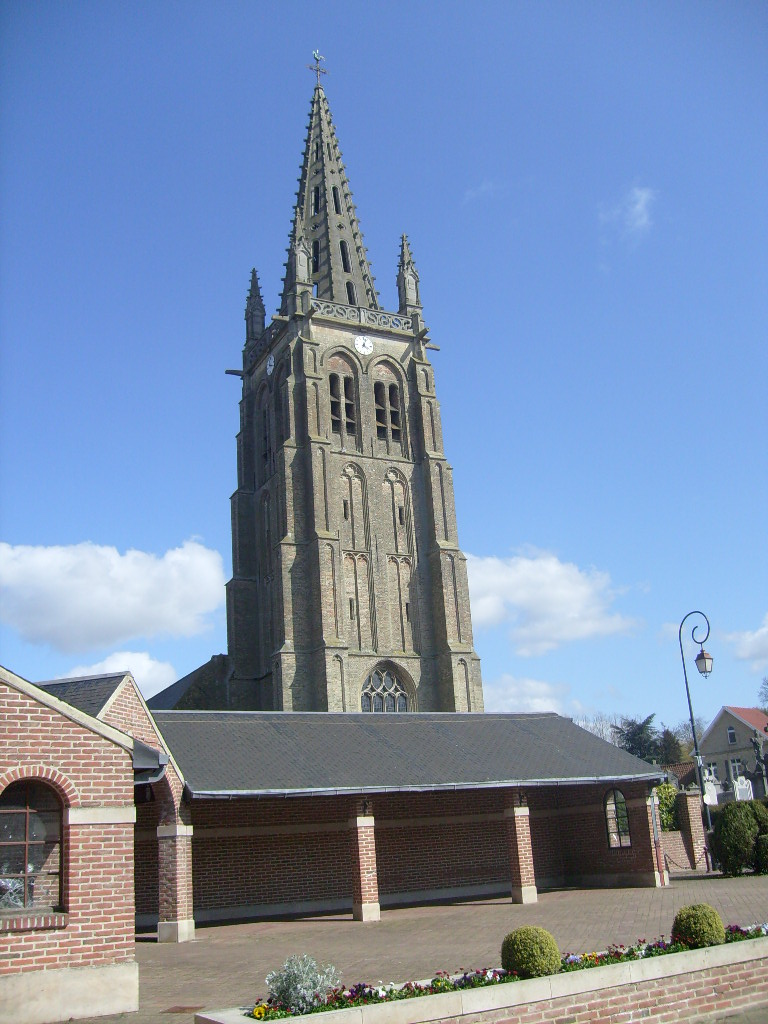
De Sint-Legierskerk van Soks

## Geografie
De oppervlakte van Soks bedroeg op 1 januari 2022 8 vierkante kilometer; de bevolkingsdichtheid was toen 109,1 inwoners per km².

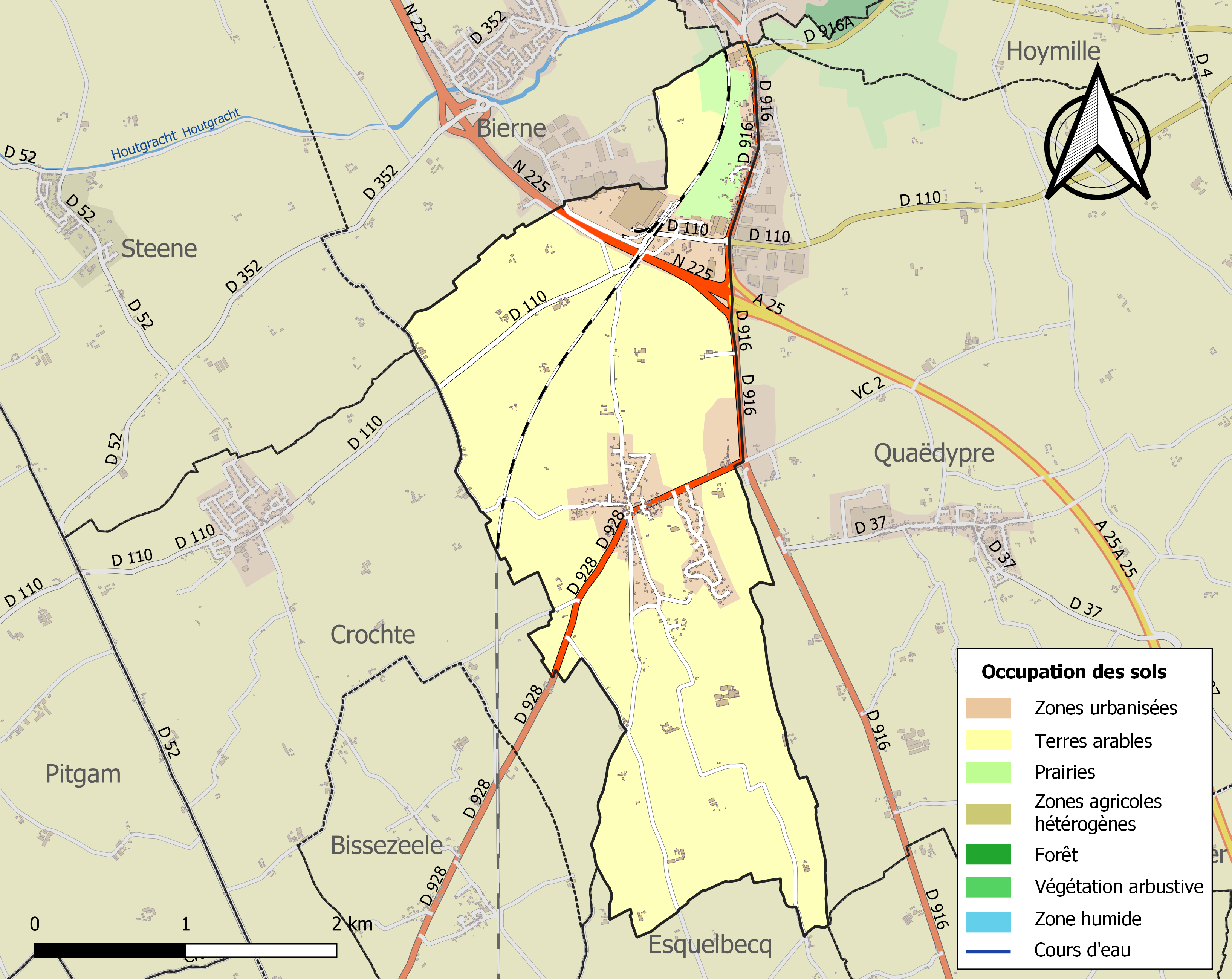
Kaart van de gemeente met belangrijkste infrastructuur, bodemgebruik en omliggende gemeenten

## Bezienswaardigheden
- De Sint-Legierskerk (Église Saint-Léger)
- Op het Kerkhof van Soks bevinden zich vier Britse oorlogsgraven uit de Tweede Wereldoorlog.
- Kasteel van Soks

## Natuur en landschap
Soks ligt in het Houtland op een hoogte van 0-31 meter, waarbij de kom op 13 meter hoogte ligt. De A25 scheidt Soks van het bedrijventerrein van Sint-Winoksbergen.

## Demografie
Onderstaande figuur toont het verloop van het inwonertal (bron: INSEE-tellingen).

## Nabijgelegen kernen
Sint-Winoksbergen, Bierne, Krochte, Bissezele, Kwaadieper
Arneke · Bambeke · Bavinkhove · Bissezele · Bollezele · Broksele · Buisscheure · Ekelsbeke · Eringem · Hardefoort · Herzele · Holke · Hondschote · Hooimille · Houtkerke · Killem · Krochte · Kwaadieper · Lederzele · Ledringem · Merkegem · Millam · Nieuwerleet · Noordpene · Ochtezele · Oostkappel · Oudezele · Rekspoede · Rubroek · Sint-Momelijn · Soks · Steenvoorde · Terdegem · Volkerinkhove · Warrem · Waten · Wemaarskappel · Westkappel · Wilder · Winnezele · Wormhout · Wulverdinge · Zegerskappel · Zermezele · Zuidpene
Armboutskappel · Arneke · Bambeke · Bavinkhove · Belle · Berten · Bieren · Bissezele · Blaringem · Boeschepe · Boezegem · Bollezele · Borre · Bray-Dunes · Broekburg · Broekkerke · Broksele · Buisscheure · Drinkam · Duinkerke · Ebblingem · Eke · Ekelsbeke · Eringem · Gijvelde · Godewaarsvelde · La Gorgue · Grand-Fort-Philippe · Grevelingen · Groot-Sinten · Hardefoort · Haverskerke · Hazebroek · Herzele · Holke · Hondegem · Hondschote · Hooimille · Houtkerke · Kaaster · Kapelle · Kapellebroek · Kassel · Killem · Kraaiwijk · Krochte · Kwaadieper · Lederzele · Ledringem · Leffrinkhoeke · Linde · Loberge · Loon · Meregem · Merkegem · Merris · Meteren · Millam · Moerbeke · Niepkerke · Nieuw-Berkijn · Nieuw-Koudekerke · Nieuwerleet · Noordpene · Ochtezele · Okselare · Oostkappel · Oud-Berkijn · Oudezele · Pitgam · Pradeels · Rekspoede · Rubroek · Ruisscheure · Sint-Janskappel · Sint-Joris · Sint-Mariakappel · Sint-Momelijn · Sint-Pietersbroek · Sint-Silvesterkappel · Sint-Winoksbergen · Soks · Spijker · Stapel · Steenbeke · Steenvoorde · Steenwerk · Stegers · Stene · Strazele · Terdegem · Téteghem-Coudekerque-Village · Tienen · Uksem · Vleteren · Volkerinkhove · Waalskappel · Warrem · Waten · Wemaarskappel · Westkappel · Wilder · Winnezele · Wormhout · Wulverdinge · Zegerskappel · Zerkel · Zermezele · Zoeterstee · Zuidkote · Zuidpene